# Anacleto Jiménez
Anacleto Jiménez Pastor (Logroño, 24 de febrero de 1967) es un deportista español que compitió en atletismo. Ganó una medalla de plata en el Campeonato Mundial de Atletismo en Pista Cubierta de 1995, y una medalla de oro en el Campeonato Europeo de Atletismo en Pista Cubierta de 1996.
Es padre de las jugadoras de hockey sobre hierba Lucía Jiménez Vicente y Paula Jiménez Vicente, y del también atleta Sergio Jiménez.

## Palmarés internacional
| Campeonato Mundial en Pista Cubierta | Campeonato Mundial en Pista Cubierta | Campeonato Mundial en Pista Cubierta | Campeonato Mundial en Pista Cubierta |
| Año                                  | Lugar                                | Medalla                              | Competición                          |
| ------------------------------------ | ------------------------------------ | ------------------------------------ | ------------------------------------ |
| 1995                                 | Barcelona (España)                   | Medalla de plata                     | 3000 m                               |
| Campeonato Europeo en Pista Cubierta |                                      |                                      |                                      |
| Año                                  | Lugar                                | Medalla                              | Competición                          |
| 1996                                 | Estocolmo (Suecia)                   | Medalla de oro                       | 3000 m                               |